# Župnija Sladka Gora
Župnija Sladka Gora je rimskokatoliška teritorialna župnija dekanije Šmarje pri Jelšah, ki je del škofije Celje.

## Sakralni objekti
|    | slika | cerkve                                                        | kraj / naselje     |
| -- | ----- | ------------------------------------------------------------- | ------------------ |
| 1. |       | Cerkev Čudodelne Matere Božje in sv. Marjete župnijska cerkev | Sladka Gora        |
| 2. |       | Cerkev sv. Miklavža podružnična cerkev                        | Lemberg pri Šmarju |
| 3. |       | Cerkev sv. Pankracija podružnična cerkev                      | Lemberg pri Šmarju |
| 4. |       | Cerkev sv. Mihaela podružnična cerkev                         | Pečica             |
| 5. |       | Cerkev sv. Benedikta podružnična cerkev                       | Krtince            |

## Zgodovina
Do 7. aprila 2006, ko je bila ustanovljena škofija Celje, je bila župnija del kozjanskega naddekanata škofije Maribor.